# Misionella
Misionella is een geslacht van spinnen uit de  familie van de Filistatidae (spleetwevers).

## Soorten
- Misionella jaminawa Grismado & Ramírez, 2000
- Misionella mendensis (Mello-Leitão, 1920)